# Robert E. Page Jr.
Robert E. Page Jr. (Bakersfield, 12 de novembro de 1949) é um geneticista das abelhas melíferas e presidente da Fundação de Ciências da Vida da Universidade Estadual do Arizona. Autor de mais de 250 artigos, seu trabalho sobre as redes regulatórias auto-organizadas de abelhas foi descrito em seu livro "O espírito da colméia: os mecanismos da evolução social"   publicado pela Harvard University Press em 2013. Page atualmente detém os títulos de Provost emérito da Universidade do Estado do Arizona e Professor Emérito de Regentes. Ele também é presidente e professor emérito da Universidade da Califórnia em Davis e professor externo do Instituto Santa Fé.

## Biografia e Educação

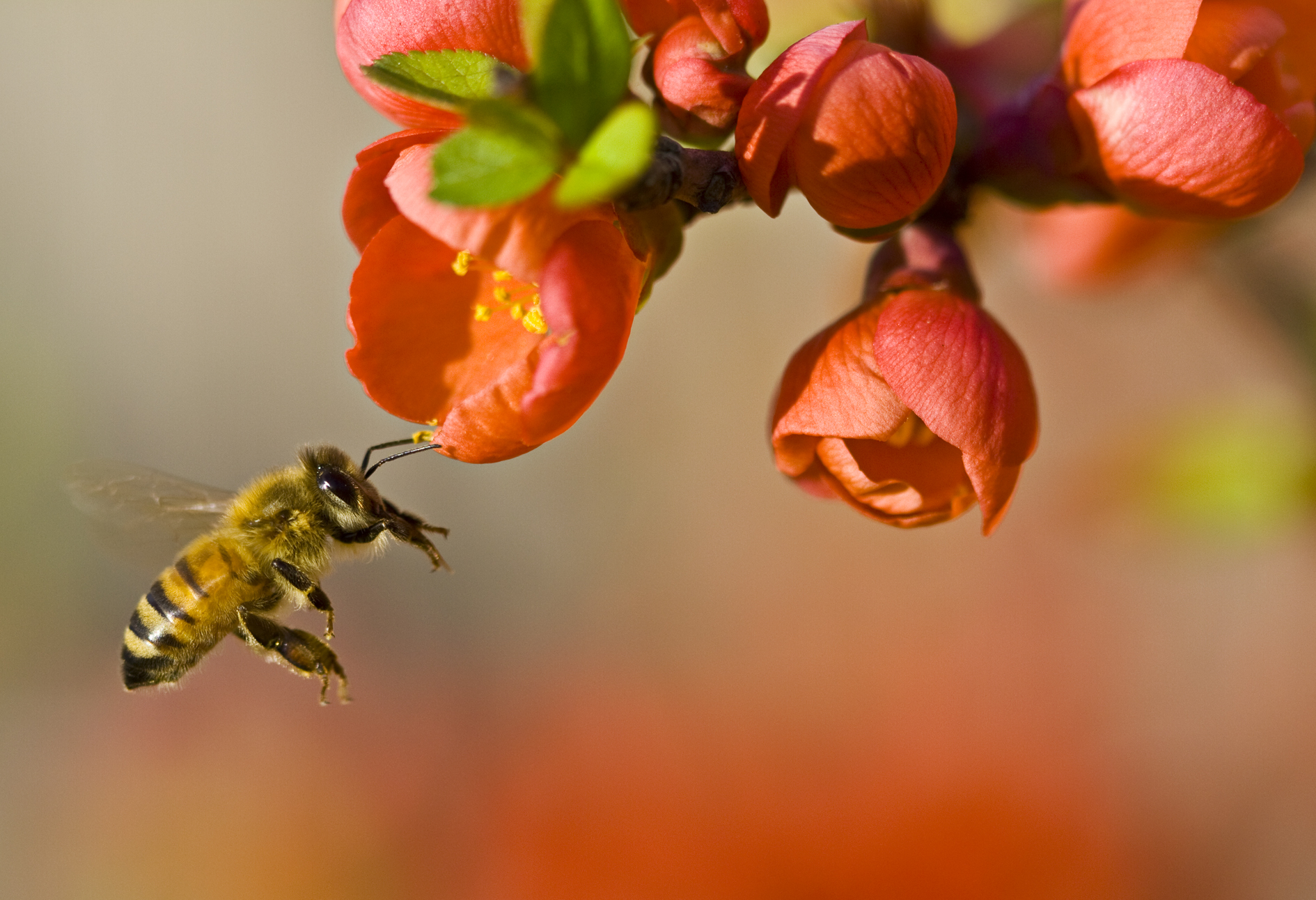
Abelha de mel polinizando flores

Page nasceu em Bakersfield, Califórnia, e passou sua infância lá até que ele frequentou o ensino médio em Porterville, Califórnia. Ele serviu no exército dos EUA de 1969-1972. Com o apoio da Lei G.I. para veterenos, ele recebeu seu diploma de graduação em entomologia, com especialização em química, da Universidade Estadual San Jose em 1976. Ele foi recebeu seu Ph.D. em entomologia da Universidade da Califórnia em Davis em 1980. Ele começou sua carreira como professor assistente no Departamento de Entomologia da Universidade Estadual de Ohio em 1986, mudando-se para a Universidade da Califórnia em Davis (UC-Davis) em 1989, onde se tornou presidente do Departamento de Entomologia da UC-Davis em 1999. Ele ingressou na Universidade Estadual do Arizona (ASU) em 2004 como diretor fundador da Escola de Ciências da Vida da ASU,  uma das primeiras unidades acadêmicas interdisciplinares desenvolvidas sob a visão do presidente Michael Crow da "New American University".  Sua formação é em comportamento e genética populacional e o foco de sua pesquisa atual é a evolução do comportamento social complexo. Usando a abelha como modelo, o Professor Page dissecou a complexa divisão do trabalho de forrageamento da abelha em todos os níveis de organização biológica - de redes de genes a complexas interações sociais . Um estudioso reconhecido internacionalmente, ele publicou mais de 230 artigos e artigos de pesquisa. Em 2005, ele foi listado como um autor altamente citado do ISI em ciência de plantas e animais - representando os principais ½ por cento dos pesquisadores de publicações. 
Ele serviu como reitor da Universidade Estadual do Arizona (2013-2015),  e vice-reitor e reitor da Faculdade de Artes Liberais e Ciências, o maior colégio da universidade (2011-2013).  Durante esse período, ele criou uma plataforma para acelerar a colaboração transdisciplinar da ASU nos EUA e na Europa, promover a reforma educacional e alavancar formatos de aprendizado "virtuais" de ponta. Ele também estabeleceu o Centro de Pesquisa sobre Abelhas Melíferas da ASU. 